# 161207 Lidz
161207 Lidz è un asteroide della fascia principale. Scoperto nel 2002, presenta un'orbita caratterizzata da un semiasse maggiore pari a 3,1758668 UA e da un'eccentricità di 0,1568453, inclinata di 6,66882° rispetto all'eclittica.